# Dècada Absolutista a Mallorca
La Dècada Absolutista o Dècada Ominosa s'inicià a finals de 1823, amb la tercera i darrera etapa del regnat de Ferran VII i durà dins el 1833. La restauració de l'absolutisme a les Balears es produí amb l'arribada del general Taberner i el canvi d'autoritats amb la repressió habitual contra els elements constitucionals. Les societats patriòtiques foren clausurades, desaparegué la premsa liberal, es perseguiren els sospitosos de liberalisme i es depuraren els funcionaris i oficials de l'exèrcit. El bisbe de Mallorca, Pedro González Vallejo, que s'havia implicat amb el règim liberal s'hagué d'exiliar a França. La repressió fou especialment dura sota el mandat del capità general Josep Maria Alòs i de Móra, nomenat el 1825. Aquest mateix any es constituïa el Partit Apostòlic, integrat per elements reaacionaris procedents de la noblesa, el clergat i la milícia.

## Evolució i mesures
Els convents suprimits tornaren a passar a mans dels frares i es va procedir a la creació d'un conjunt d'institucions (cos de voluntaris reialistes, Comissió Militar, Intendència de polícia, etc.) per assegurar la permanència del règim aleshores vigent. Per bé que l'any 1831 es produïren diversos intents de sublevació constitucional, primer a Inca i després a Ciutat, en els darrers anys del regnat de Ferran VII s'adverteix un canvi de trajectòria política. El monarca, per tal d'assegurar la corona a la seva filla Isabel, cercarà el suport dels absolutistes menys radicals i dels liberals. En conseqüència l'absolutisme va prendre un caire més tolerant en l'exercici del poder (el 1832 la reina Maria Cristina concedí una àmplia amnistia) la qual cosa permetrà que la transició a la nova etapa que aleshores havia de començar es fes a Mallorca sense greus alteracions.

## La conjuntura econòmica
Les circumstàncies accentuaren la dependència econòmica de l'exterior, a pesar de la retòrica modernitzadra de la Societat Econòmica Mallorquina d'Amics del País. En el sector manufacturer seguien dominant els tèxtils de lli i cànem, la fusta, el cuiro i el ferro, destinats a abastar el mercat interior. Es va donar una certa concentració industrial a Ciutat. Però al final del regnat de Ferran VII l'economia estava en una clara recessió i es feien necessàries mesures reestructuradores.